# Кунанбаева, Салима Сагиевна
Салима Сагиевна Кунанбаева (каз. Салима Сагиевна Кунанбаева; род. 11 ноября 1943) — Председатель Правления - Ректор КазУМОиМЯ имени Абылай хана, доктор филологических наук, профессор, академик МАН ВШ, академик НАН РК. 

## Биография
После окончания средней общеобразовательной школы в 1961 году поступила в Алматинский педагогический институт иностранных языков (АПИИЯ), который окончила в 1965 году.
В 1965—1967 гг. — учитель английского языка в средней школе с. Дмитриевка.
В 1967—1970 гг. — преподаватель английского языка кафедры иностранных языков АГМИ.
В 1970—1974 гг. — учеба в аспирантуре по специальности «Методика преподавания иностранных языков» при АПИИЯ.
В 1975—1992 гг. — преподаватель, старший преподаватель, заведующая кафедрой грамматики английского языка, доцент кафедры методики английского языка, заведующая кафедрой методики преподавания английского языка.
В 1992—1998 гг. — проректор по учебной работе.
В 1992 г. присуждена ученая степень доктора филологических наук, в 1996 г. — ученое звание профессора. С 1997 г. — академик МАН ВШ.
В 1998 г. и с октября 1999 г. — ректор КазУМОиМЯ имени Абылай хана.

### Семья и дети
Супруг: Кунанбаев Ануварбек Бекович
Дочь: Кунанбаева Дана Ануварбековна – кандидат экономических наук, ассоциированный профессор, член правления и проректор по стратегическому развитию КазУМОиМЯ им.Абылай хана. 
Сын: Кунанбаев Серикжан Ануварбекович – предприниматель, член правления и директор центра цифровых технологий КазУМОиМЯ им.Абылай хана.

## Научные труды

### Монографии
- Современное иноязычное образование: методология и теории: Рекомендовано Ученым Советом КазУМОиМЯ им. Абылай хана / С. С. Кунанбаева.- 12, 0 Мб.- Алматы: Дом печати «Эдельвейс», 2005.- 264с.
- Компетентностное моделирование профессионального иноязычного образования /монография — А.: 2011 год. — 215 стр.
- Методика обучения лексико-грамматическому оформлению высказывания в языковом вузе: Автореф. на соискание уч. ст. канд. пед. наук по спец. 13.00.02 — Методика преподавания иностранных языков / С. С. Кунанбаева.- 383 Мб.- М.: Московский гос. пед. ин-т иностранных языков имени М.Тореза, 1979.- 24 с.
- Педагогическая технология создания электронных учебников для студентов переводческих специальностей: монография / С. С. Кунанбаева, Г. К. Нургалиева, Г. Б. Ахметова, А. И. Тажигулова.- 10, 9 Мб.- Алматы: Издательство «Алем», 2000.- 148с.
- Создание информационно-обучающей среды в системе университетского образования: монография / С. С. Кунанбаева, Г. К. Нургалиева, А. Т. Чакликова.- 8, 92 Мб.- Алматы: Издательство «Алем», 2002.- 119с.

### Учебники и учебные пособия
1. Теория и практика современного иноязычного образования / С. С. Кунанбаева.- 4, 08 Мб.- Алматы: Дом печати «Эдельвейс», 2010.- 344 с.
2. Динамика становления иноязычного грамматического навыка у билингов] / С. С. Кунанбаева.- 9, 59 Мб.- Алматы: КазГУМЯ, 1995.- 170с.
3. Темпоральные отношения в казахском художественном тексте / С. С. Кунанбаева.- 12, 6 Мб.- Алма-Ата: Ғылым, 1991.- 136с
4. Темпоральные отношения в казахском художественном тексте: Автореф. на соиск. уч. степ. докт. филол. наук по спец. 10.02.06 — Тюркские языки / С. С. Кунанбаева.- 6, 17 Мб.- Алма-Ата: Институт языкознания, 1991.- 43с.
5. Методика формирования грамматической стороны иноязычной речи / С. С. Кунанбаева.- 8, 66 Мб.- Алма-Ата: Мектеп, 1988.- 104с.
6. Методическая подготовка студентов в условиях информатизации теории и методики обучения иностранным языкам / С. С. Кунанбаева, Г. К. Нургалиева, Д. Е. Сягимбаева.- 1, 81 Мб.- Алматы: Издательство «Алем», 2000.- 150с.

### Научно-методическая литература
1. Государственный стандарт основного высшего образования по специальности 0215 — Иностранная филология / Кунанбаева С. С. (в соавторстве), — А.:1996
2. Государственный стандарт основного высшего образования по специальности 0711 — Документирование и документационное обеспечение управления филология / Кунанбаева С. С. (в соавторстве), — А.:1996
3. Государственный стандарт основного высшего образования по специальности 0319 — Иностранный язык филология / Кунанбаева С. С. (в соавторстве), — А.:1996
4. Государственный стандарт основного высшего образования по специальности 0214 — Переводческое дело филология / Кунанбаева С. С. (в соавторстве), — А.:1996
5. Концепция развития иноязычного образования Республики Казахсатан / науч. руководство д.ф.н., проф., акад. МАН ВШ Кунанбаева С. С. — Алматы: КазУМОиМЯ, 2004 г. — 28 стр.
6. Методическая рекомендация для самостоятельной работы над курсом методики обучения иностр. языкам / Козлов П. Г., Ахметова М. С., Кунанбаева С. С. и др., — Алма-Ата, 1991
7. Методические рекомендации по формированию интегральных учебных планов / Жусупов Т. Ж., Кунанбаева С. С., и др., — Изд-во РУМК МНО КазССР, — А.:1988
8. Типовая программа по курсу Литература страны изучаемого языка / Кунанбаева С. С.(науч. редактор) — А.:1997
9. Типовая программа по практике устной и письменной речи (отделение переводчиков — документоведов) филология / Кунанбаева С. С. (науч. редактор), — А.:1997
10. Типовая программа по практике устной и письменной речи для специальности 0911 — Документирование и документационное обеспечение управления тн-тов и фак-тов проф. Подготовки / Кунанбаева С. С., — А.: 2000
11. Типовая программа по теоретическим аспектам иностранных языков (англ., нем., франц. яз.) Страноведение и лингвострановедение и история языка / Кунанбаева С. С.(науч. редактор) — А.:1997
12. Типовая программа по теоретическим аспектам иностранных языков (англ., нем., франц. яз.) Теоретическая грамматика, теоретическая фонетика, лексикология / Кунанбаева С. С.(науч. редактор) — А.:1997
13. Типовая программа по теоретическим аспектам иностранных языков (англ., нем., франц. яз.) Теория перевода, стилистика / Кунанбаева С. С.(науч. редактор) — А.:1997
14. Учебно-методическая разработка по практике речи для 3 курса спец. языкового ВУЗа (ч.1,3) / Горбова Р. М., Палатова М. И., Кунанбаева С. С., — МВССО КазССР, А.:1982

## Критика
Диссернет обнаружил неэтичные научные публикации